# Ludíkov
Ludíkov település Csehországban, a Blanskói járásban. Ludíkov Sloup, Valchov, Žďárná, Vysočany, Újezd u Boskovic és Němčice településekkel határos. Lakosainak száma 340 fő (2024. január 1.).

## Népesség
A település lakosságának változását az alábbi diagram mutatja:
| Lakosok száma | 316  | 341  | 360  | 394  | 334  | 307  | 315  | 336  | 326  | 340  |
|               | 1869 | 1900 | 1921 | 1961 | 1980 | 2011 | 2016 | 2019 | 2021 | 2024 |